# Fidèle Agbatchi
Mons. Fidèle Agbatchi (* 23. října 1950, Savè) je beninský římskokatolický duchovní a emeritní arcibiskup Parakou.

## Život
Narodil se 23. října 1950 v Savè.
Studoval filosofii v Ouidahu a teologii v Semináři svatého Petra v Ibadanu.
Dne 7. ledna 1978 byl vysvěcen na kněze a inkardinován do diecéze Parakou. Po vysvěcení se stal profesorem francouzštiny a latiny v nižším semináři. Od roku 1983 studoval na Papežském biblickém institutu. Od roku 1986 byl profesorem biblistiky a filosofie v nižším semináři.
Od roku 1992 působil jako úředník na Kongregaci pro nauku víry.
Dne 14. dubna 2000 jej papež Jan Pavel II. jmenoval metropolitním arcibiskupem Parakou. Biskupské svěcení přijal 10. června 2000. Světiteli byli kardinál Bernardin Gantin, arcibiskup Nestor Assogba a arcibiskup Felix Alaba Adeosin Job.
Dne 4. listopadu 2010 přijal papež Benedikt XVI. jeho rezignaci na post metropolitního arcibiskupa.